# Max Wagner (Schauspieler, 1984)
Max Wagner (* 1984 in Kaiserslautern) ist ein deutscher Schauspieler.

## Leben
Max Wagner absolvierte ein Schauspiel-Studium an der Universität der Künste Berlin von 2007 bis 2011. Danach wurde er Ensemblemitglied am Volkstheater München. Neben dem Theater war er in unterschiedlichen Rollen in Film und Fernsehen zu sehen, darunter Der Alte, Tatort und Charité.

## Filmografie (Auswahl)

### Film
- 2010: Das rote Zimmer – Regie: Rudolf Thome
- 2013: Halb so wild – Regie: Jeshua Dreyfuß
- 2013: Ein Foto von uns (Kurzfilm) – Regie: Ferdinand Arthuber
- 2015: Die Maßnahme – Regie: Alexander Costea
- 2017: Weitermachen Sanssouci – Regie: Maximilian Linz
- 2019: Der Fall Collini – Regie: Marco Kreuzpaintner
- 2019: Das perfekte Geheimnis – Regie: Bora Dagtekin

### Fernsehen
- 2016, 2022: SOKO Leipzig: Der Koffer, Gegen die Zeit – ZDF – Regie: Sven Fehrensen, Robert Del Maestro
- 2016: Kommissarin Lucas: Familiengeheimnis – ZDF – Regie: Ralf Huettner
- 2017: Servus Baby – BR – Regie: Natalie Spinell
- 2017: Der Alte: Fürs Kind allein – ZDF – Regie: Esther Wenger
- 2017: SOKO Stuttgart: Tod eines Drecksacks – ZDF – Regie: Christian Werner
- 2019: Tatort: Unklare Lage
- 2019: In aller Freundschaft – Die jungen Ärzte: Die Prüfung – ARD – Regie: Micaela Zschieschow
- 2020: SOKO Köln: Mandantengeheimnis
- 2021: Charité (Fernsehserie, 6 Folgen)
- 2023: Bettys Diagnose: Verschossen – ZDF – Regie: Jurij Neumann
- 2023: Mordach – Tod in den Bergen
- 2024: Ein starkes Team – Verzockt
- 2024: Die Spaltung der Welt (Dokudrama)

## Theater
- 2011 – 2016: Volkstheater München -
  - PRÄSIDENTINNEN, Regie: Abdullah Kenan Karaca
  - MOSES, Regie: Simon Solberg
  - DER GROSSE GATSBY, Regie: Abdullah Kenan Karaca
  - NATHAN DER WEISE, Regie: Christian Stückl
  - SIE NANNTEN IHN TICO, Regie: Nora Abdel-Maksoud
  - CALIGULA, Regie: Lilja Rupprecht
  - DIE RÄUBER, Regie: Sebastian Kreyer
  - LUDWIG II – Eine musikalische Utopie, Regie: Lea Ralfs
  - KINDER DER SONNE, Regie: Csaba Polgár
  - DER STELLVERTRETER, Regie: Christian Stückl
  - DAS WINTERMÄRCHEN, Regie: Christian Stückl
  - ROMEO UND JULIA von William Shakespeare – Regie: Kieran Joel, Rolle: Paris
- 2017: Kampnagel Hamburg -
  - DON QUIXOTE frei nach Miguel de Cervantes Regie: Lea Ralfs